# Comuna de Banie
Banie (polaco: Gmina Banie) é uma gminy (comuna) na Polónia, na voivodia de Pomerânia Ocidental e no condado de Gryfiński.
De acordo com os censos de 2005, a comuna tem 6.404 habitantes, com uma densidade 31,1 hab/km².

## Área
Estende-se por uma área de 205,81 km².

## Demografia
Dados de 31 de Dezembro de 2005:
|                      | Total   | Total | Mulheres | Mulheres | Homens  | Homens |
| -------------------- | ------- | ----- | -------- | -------- | ------- | ------ |
|                      | pessoas | %     | pessoas  | %        | pessoas | %      |
| População            | 6589    | 100   | 3301     | 50,1     | 3288    | 49,9   |
| Densidade (pop./km²) | 32      | 100   | 16       | 16       | 16      | 16     |

De acordo com dados de 2002, o rendimento médio per capita ascendia a 1432,58 zł.